# Cissônio
Cissônio, Cisônio ou Cesônio (em latim: Cissonius, Cisonius ou Cesonius), na mitologia celta, foi um antigo deus gaulês, bem conhecido na Gália Belga através de 16 inscrições distribuídas pela França, sul da Alemanha e Suíça. Descobriu-se resíduos dum templo em Estrasburgo, na França, bem como no interior dum mitreu em Königshofen, na Alemanha. Sua contraparte feminina, também atestada em inscrições, chamava-se Cissônia (em latim: Cissonia). O topônimo Niederzissen, no distrito alemão de Ahrweiler, pode ser derivado do nome de Cissônio.
Após Visúcio, era o nome mais comum do Mercúrio romano; as inscrições que chamam-o Mercúrio Cissônio foram encontradas em Besançon, Avenches, Rheinzabern, Heddernheim e Colônia. Numa inscrição de Promontogno, na Suíça, Cissônio é associado com Matuno. Seu nome foi por vezes traduzido como corajoso ou isolado, enquanto William van Andringa derivou-o do gaulês cissum, carruagem, indicando que Cissônio poderia significar "condutor de carruagem". Desse modo, afirmou-se que este deus, sobretudo como epíteto de Mercúrio, indicou o patrono do comércio com carroças.

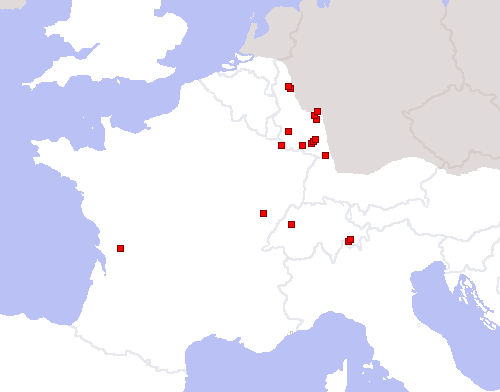
Distribuição de inscrições com o nome de Cissônio